# Terry Farrell (homme politique)
Pour les articles homonymes, voir Terry Farrell et Farrell.
Terry Farrell est un homme politique canadien, néo-écossais.
Lors des élections de 2013, il a été élu à l'Assemblée législative de la Nouvelle-Écosse dans la circonscription de Cumberland-North (en). Il a perdu son siège aux élections de 2017.